# Bob Casey Jr.
Bob Casey Jr. (Scranton, 1960. április 13. –) amerikai politikus, szenátor (Pennsylvania, 2007–2025). A Demokrata Párt tagja.

## Pályafutása
Alapdiplomáját a Holy Cross Egyetemen kapta 1982-ben, 1988-ban pedig jogi végzettséget szerzett a washingtoni Catholic Universityn. Ezután szülővárosában, Scrantonban ügyvédként praktizált. 1997-től 2005-ig Pennsylvania számvevőszékét vezette. 2002-ben sikertelenül indult a kormányzóválasztáson. 2005–2006-ban az állam pénzügyi vezetője volt. 2006-ban megválasztották a washingtoni szenátusba; hivatalát 2007. január 3-án foglalta el. 2012-ben és 2018-ban újraválasztották. 2024-ben vereséget szenvedett David McCormicktól. Mandátuma 2025. január 3-án járt le.